# Мико Комитски
Мико Стоянов Соларски (Комитски) e участник в Ботевата чета от с. Скравена. Зароди участието му в четата получава прозвището „Комитата“, което става и негово фамилно име.

## Биография
Роден е около 1850 г. в с. Скравена. Съвсем млад заминава за Румъния, за да търси препитание. Там попада сред революцинно настроените българи емигранти и става един от Ботевите четници. След смъртта на Христо Ботев и разпада на четата, Мико Стоянов попада в групата на Никола Войновски. Когато групата преминава през местността Оденов преслъп, между селата Литаково и Осеновлаг, той се отделя от другарите и се връща в родното си село Скравена. Укрива се около 2 месеца с намерението да се върне в Румъния. Тъй като това се оказало невъзможно, той се предал. Откаран на съд в София. По пътя от един кантон турски чиновник вижда арестувания, вързан с въже комита, и наредил на заптието да го оковат с вериги, защото „Комита не се връзва с въже“.
Съден, но по-късно е освободен. Връща се в Скравена, създава семейство, Има 2 деца. Умира през 1926 г. Погребан е в черковния двор, според последното му желание, до мястото, където са били погребани главите на неговите другари.
Приживе Мико Комитски се радва на почит и уважение. Портретът му е поставен в училището. Посещават го деца и жители на селото с цветя, а той им разказва за четата. Възрастните хора си спомнят, че в дома му идвала военна духова музика от Орхание по повод патриотични празници и изпълнявала маршове, а той слушал и плачел.
Улицата, на която е живял, носи неговото име, а на къщата е поставена паметна плоча.